# فرودگاه لمبرت فیلد
فرودگاه لمبرت فیلد  (به انگلیسی: Lambert Field Airport) یک فرودگاه خصوصی است که یک باند فرود چمن دارد و طول باند آن ۵۱۸ متر است. این فرودگاه در شهر البانی، اورگن کشور ایالات متحده آمریکا قرار دارد و در ارتفاع ۵۹ متری از سطح دریا واقع شده است.